# Obdulia García Díaz
Obdulia García Díaz (Avilés, 26 de marzo de 1908 – Astorga, 3 de febrero de 1942) fue una pintora española. Fue la primera mujer de Avilés en titularse en Bellas Artes.

## Trayectoria
Nació en la localidad asturiana de Avilés en 1908. Procedía de una familia humilde, siendo hija de un carpintero. A los doce años se matriculó en la Escuela de Artes y Oficios de Avilés, donde se formó en dibujo, modelado y vaciado, y fue alumna del pintor Manuel Soria. En el curso 1929-1930, ingresó en la Real Academia de Bellas Artes de San Fernando en Madrid, siendo la primera mujer de su ciudad en cursar estudios oficiales, ya que María Galán Carvajal no llegó a completarlos. El curso estaba formado por cuarenta y cuatro compañeros más, entre los que había ocho mujeres.
Su estilo se caracterizaba por un dibujo conciso y rigor compositivo, apoyándose en el uso del color y la perspectiva para su obra. Los retratos fueron su registro más habitual, y también desarrolló parte de su obra como grabadora.
En 1932 expuso sus obras por primera vez al participar en la Exposición de Arte Avilesino organizada por la Sociedad de Amigos del Arte de Avilés. La muestra estaba dedicada al pintor Alfredo Aguado y en la misma participaron otros artistas como Blanca Pérez G. del Río, Luis Bayón, Florentino Soria y Juan Espolita, además de García. En 1933 consiguió el título superior de Bellas Artes lo que la convirtió en profesora de dibujo, siendo la primera mujer de su ciudad en conseguirlo. Al año siguiente, participó en la Exposición de Artistas Asturianos con un retrato y dos bodegones.
Durante los siguientes años, marcados por la Revolución de 1934 y la Guerra civil española, su actividad artística se redujo. En octubre de 1937, una vez finalizada la contienda en Avilés, le fue encargada, aunque sin retribuirla por el trabajo, la restauración de varias pinturas de la iglesia de Santo Tomás de Canterbury, creadas por Félix Granda y Juan José García.
En 1939, obtuvo por oposición una plaza de profesora de Dibujo Científico en la Escuela de Trabajo de Astorga. Además, también daba clases de dibujo artístico en el centro privado maragato Nueva Academia.
Falleció en Astorga el 3 de febrero de 1942 a causa de una enfermedad renal. En 1959, sus restos mortales fueron trasladados al panteón familiar del Cementerio Municipal de La Carriona en Avilés.

## Reconocimientos
García es uno de los personajes históricos, junto a Armando Palacio Valdés, Ana de Valle o Julián Orbón, incluidos en las visitas guiadas del Cementerio Municipal de La Carriona en Avilés. En 2007, García fue una de las avilesinas incluidas en la exposición «Avilés, en clave de género», organizada por la  concejalía de la Mujer del Ayuntamiento de Avilés, de la que también formaban parte la escritora Ana de Valle y la maestra Faustina Álvarez.
En 2022, la Biblioteca Nacional de España incluyó a García en su lista anual de autoras y autores de su catálogo cuya obra pasa a ser dominio público, junto a otros nombres como la pianista Pilar Castillo Sánchez, la periodista Irene Polo, la cantaora Lola Cabello o el poeta Miguel Hernández. Ese mismo año, con motivo de las celebraciones del Día Internacional de la Mujer el 8 de marzo, se estrenó en su ciudad natal el documental Obdulia García. La Llamada l'arte que hace un repaso por su vida. García también fue una de las mujeres destacadas en el recorrido turístico  "Avilés en femenino", promovido por la concejalía de turismo de la ciudad, en el que también se destacaba la vida de otras mujeres que influyeron en la cultura local de Avilés como la pintora Maruja Mallo o la navegante Isabel Barreto.